# Ian Shelton
Ian Keith Shelton (né le 30 mars 1957 à Winnipeg) est un astronome canadien. Il est surtout connu pour avoir découvert la supernova SN 1987A, la première supernova visible à l'œil nu depuis des siècles.
Bachelier de l'université du Manitoba depuis 1979, il commence en 1981 sa carrière d'astronome résident de l'University of Toronto Southern Observatory (en) à l'observatoire de Las Campanas, au Chili. À l'automne 1987, il commence des études graduées à l'université de Toronto. Il obtient sa maîtrise en 1990 et son Ph. D. en 1996. Il travaille par la suite dans plusieurs observatoires à travers le monde, dont notamment l'observatoire Subaru à Hawaï, l'observatoire David Dunlap de Toronto, l'université Athabasca, au nord d'Edmonton, et l'observatoire MMT, au sud de Tucson.
Shelton réside à Toronto et enseigne à l'université de Toronto. Il est marié à l'astronome Tuba Koktay. Le couple a eu une fille, Victoria Büse Shelton.

## Découverte de la supernova 1987A
Le 24 février 1987, à 2 heures 40 minutes du matin, alors qu'il effectue une prise d'image du Grand nuage de Magellan, Shelton y découvre une source lumineuse inconnue. Sceptique, il sort de l'observatoire pour observer le ciel à l'œil nu et voit bel et bien la source lumineuse. Plus tard, on découvre que la source de la nouvelle lumière est une supernova, la première visible à l'œil nu depuis SN 1604, observée en 1604 par Johannes Kepler.
Rapidement, d'autres astronomes à travers le monde notent la nouvelle source lumineuse. Puisque Shelton a été parmi les premiers à annoncer la découverte, le crédit lui en a été donné, de même qu'à Oscar Duhalde et Albert Jones.